# Línea 73 de TMB
La línea 73, línea suprimida el 29/2/2016 y relevada por la H4

## Cronología
- 19-03-1973 - Se crea la línea 73 (Torras y Bages - Ciudad Sanitaria)
- 2-112-1983 - Se suspende el desvío por las obras del Segundo Cinturón
- 05-03-1983 - Amplia su recorrido hasta el camino de San Genís
- 11-04-1983 - Deja de circular por el tramo del Pº Valldaura entre Hogares Mundet y el Pol. Cañellas
- 07-11-1985 - Línea 73 (Av. Tibidabo - Torras y Bages)
- 05-03-1990 - Desvíos por el Segundo Cinturón
- 23-11-1992 - Línea 73 (Av. Tibibabo - Barón Viver)
- 09-04-1996 - Se amplía el recorrido: Línea 73 (Pl. Bonanova - Barón Viver)
- 10-07-2001 - Se reduce el recorrido: Línea 73 (Pl. J.F.Kennedy - Maquinista)
- 26-11-2001 - Por obras, deja de circular por Agustí i Milà
- 21-05-2002 - Deja de circular definitivamente por Agustí i Milà
- 26-09-2003 - Pasa a circular por la Av. Tibidabo y más cerca de la Maquinista
- 16-10-2006 - Se establece una nueva parada en la Av. Tibidabo.
- 08-05-2010 - Debido a las obras del AVE, deja de circular por Sao Paulo, y pasa por el Paseo de La Habana en sentido inverso (Dirección Maquinista) y el tramo dirección Kennedy lo hace por San Adrián directo.
- 08-05-2010 - Debido a las modificaciones del tráfico, pasa a circular en sentido Maquinista por el Paseo de San Gervasio hasta Alfons Comín, sin entrar en Craywinckel.

## Horarios
| 73         | Primer servicio A: Pl. Kennedy | Primer servicio A: Maquinista | Último servicio A: Pl. Kennedy | Último servicio A: Maquinista |
| Laborables | 05:45                          | 06:30                         | 22:20                          | 22:50                         |
| Sábados    | 05:45                          | 06:30                         | 22:20                          | 22:50                         |
| Festivos   | 06:50                          | 07:35                         | 22:20                          | 22:50                         |

## Recorrido
- De Maquinista a Pl. Kennedy por: Caracas, Ciudad de Asunción, Lima, Pº Guayaquil, San Adrián, Segre, Pº de Torres y Bages, Grande de San Andrés, Pº Valldaura, Pl. Karl Marx, Pº del Valle de Hebrón, Josep Garí, Av. Tibidabo.

- De Pl. Kennedy a Maquinista por: Paseo de San Gervasio, Pl. Alfonso Comín, Pº del Valle de Hebrón, Pl. Karl Marx, Pº de Valldaura, Palomar, Pº de Torres y Bages, Segre, San Adrián, Paseo de La Habana, Ciudad de Asunción, San Adrián, Pº Guayaquil, Lima, Caracas.

### Paradas dirección Plaça Kennedy
| Código | Nombre parada                                   | Enlace con bus:                   | Enlace con Metro/Rodalies/FGC    |
| ------ | ----------------------------------------------- | --------------------------------- | -------------------------------- |
| 2228   | Ciudad de Asunción - La Maquinista              |                                   |                                  |
| 0589   | Lima-Sas                                        | 11                                |                                  |
| 1446   | Paseo Guayaquil - Lima                          | 11                                |                                  |
| 1024   | San Adrián - Arbeca                             | 11                                |                                  |
| 1435   | San Adrián - Sas                                | 11, B22, B23                      | Metro L9, L10                    |
| 1436   | San Adrián - Ciudad de Asunción                 | 11, B22, B23                      | Metro L9, L10                    |
| 3385   | Parque de la Maquinista                         | H8, 11, B22                       | Rodalies-RENFE                   |
| 0127   | Segre - Pl. de Can Fabra                        | 35, 40, B20, N9                   | Metro L1 y Rodalies de Catalunya |
| 0731   | Paseo de Torras i Bages - Los Segadores         | 35, 40, B20, N9                   | Metro L1 y Rodalies de Catalunya |
| 1158   | Passeig de Torras i Bages - Residencia          | 35, 40, B20, N9                   |                                  |
| 1159   | Passeig de Torras i Bages - Almirante Procida   | 35, 40, B20, N9                   | Metro L1                         |
| N/D    | Paseo Santa Coloma - Carretera de Ribas         | 96                                | Metro L1                         |
| 2322   | Grande de San Andrés - Palomar                  | 126, B16, B19                     | Metro L1                         |
| 2323   | Plaza de Miquel Casablancas                     | B16, B19                          |                                  |
| 1242   | Paseo de Valldaura - Paseo de Andrés Nin        | B16, B19                          |                                  |
| 439    | Paseo de Valldaura - Avenida de Río de Janeiro  | 132, B16, B19                     |                                  |
| 805    | Paseo de Valldaura - Fuente de Cañellas         | B16, B19                          | Metro L4                         |
| 406    | Paseo de Valldaura - Rambla Cazador             | 31, 47, 76, B16, B19, N6          | Metro L4                         |
| 586    | Paseo de Valldaura - Mercado de la Guineueta    | 31, 47, 76, B16, B19, N6          |                                  |
| 755    | Paseo de Valldaura - Guineueta                  | 31, 47, 71, 76, 122, B16, B19, N6 |                                  |
| 756    | Paseo de Valldaura - Plaza de Karl Marx         | 31, 47, 71, 76, 122, B16, B19, N6 | Metro L3                         |
| 232    | Plaça Karl Marx - Passeig de la Vall d'Hebrón   | 27, 60, 76, 185, B16, B19, N4     | Metro L3                         |
| 1441   | Paseo del Valle de Hebrón - Cementerio de Horta | 27, 60, 76, 185, B16, B19, N4     |                                  |
| 607    | Paseo del Valle de Hebrón - Velódromo           | 27, 60, 76, B16, B19, N4          |                                  |
| 1148   | Fundación Albà - Hogares Mundet                 | 27, 60, 76, B16, B19, N4          | Metro L3                         |
| 1147   | Paseo del Valle de Hebrón - Poesía              | 10, 27, 60, 76, B16, B19, N4      | Metro L3                         |
| 49     | Paseo del Valle de Hebrón - Arquitectura        | 27, 60, 76, B16, B19, N4          | Metro L3                         |
| 3221   | Paseo del Valle de Hebrón - Granja Vieja        | 27, 60, 76, B16, B19, N4          | Metro L3                         |
| 8582   | Paseo del Valle de Hebrón, 101                  | 17, 19, 27, 60, 119, N4           | Metro L3                         |
| 1020   | Paseo del Valle de Hebrón - Nazaret             | 17, 19, 27, 60, 119, N4           |                                  |
| 754    | Paseo del Valle de Hebrón - La Arrabasada       | 17, 60, N4                        |                                  |
| 73     | Josep Garí - Collserola                         | 60                                |                                  |
| 1029   | Avenida de Tibidabo - Bosch i Alsina            |                                   |                                  |
| 1358   | Avenida de Tibidabo - Román Macaya              | 196                               |                                  |
| 1359   | Avenida de Tibidabo - Paseo de San Gervasio     |                                   | Metro L7                         |

## Otros datos
| Prestación                   | Disponibilidad en la línea |
| ---------------------------- | -------------------------- |
| Adaptada a                   | Sí                         |
| TMB iBus (tiempo de espera ) | Sí                         |
| Pantallas informativas*      | Sí                         |
| Línea de tránsito rápido     | No                         |
| Circula en días festivos     | Sí                         |

*Las pantallas informativas dan a conocer al usuario dentro del autobús de la próxima parada y enlaces con otros medios de transporte, destino de la línea, alteraciones del servicio, etc.